# Nebengleis

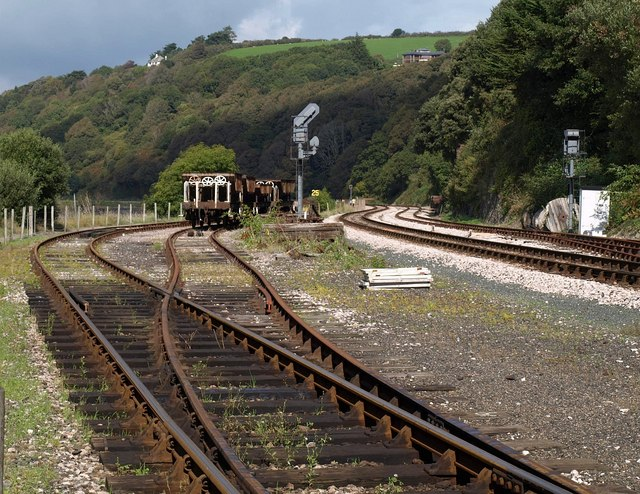
Zwei Nebengleise (links) neben den beiden Streckengleisen (rechts) bei Kingswear in Südengland

Als Nebengleise bezeichnet man in Bahnhöfen Gleise, die keine Hauptgleise sind. In der Schweiz werden Nebengleise in Rangiergleise und Anschlussgleise unterteilt.
In der Regel wird ein Nebengleis nicht von den (zwischen Bahnhöfen verkehrenden) Zugfahrten befahren, sondern nur von Rangierfahrten (in Österreich: Verschubfahrten). Daher sind auf Nebengleisen auch keine Hauptsignale aufgestellt, sondern nur Rangiersignale – in Deutschland  maximal Sperrsignale (bzw. Schutzsignale) oder Wartezeichen.
Nebengleise dienen daher zumeist in den Bahnhöfen als Rangiergleis zum Aufstellen und Ordnen der Züge und zur Verbindung mit baulichen Anlagen wie Güterschuppen, Laderampen, Freiverladegleise, Lokomotivschuppen, Drehscheiben oder mit naheliegenden Fabrik- und industriellen Anlagen (Gleisanschluss) oder schlicht als Abstellgleis. Nebengleise haben oft einen leichteren Oberbau, da sie wegen den niedrigeren Geschwindigkeiten und dem geringeren Verkehr weniger belastet werden.
Umgangssprachlich, aber fälschlich, werden oft auch nicht durchgehende Hauptgleise von Bahnhöfen als Nebengleise bezeichnet.